# 神明社 (愛知県瀬戸市)
神明社（しんめいしゃ）または下品野神明社（しもしなのしんめいしゃ）は、愛知県瀬戸市にある神社（神明神社）。

## 歴史

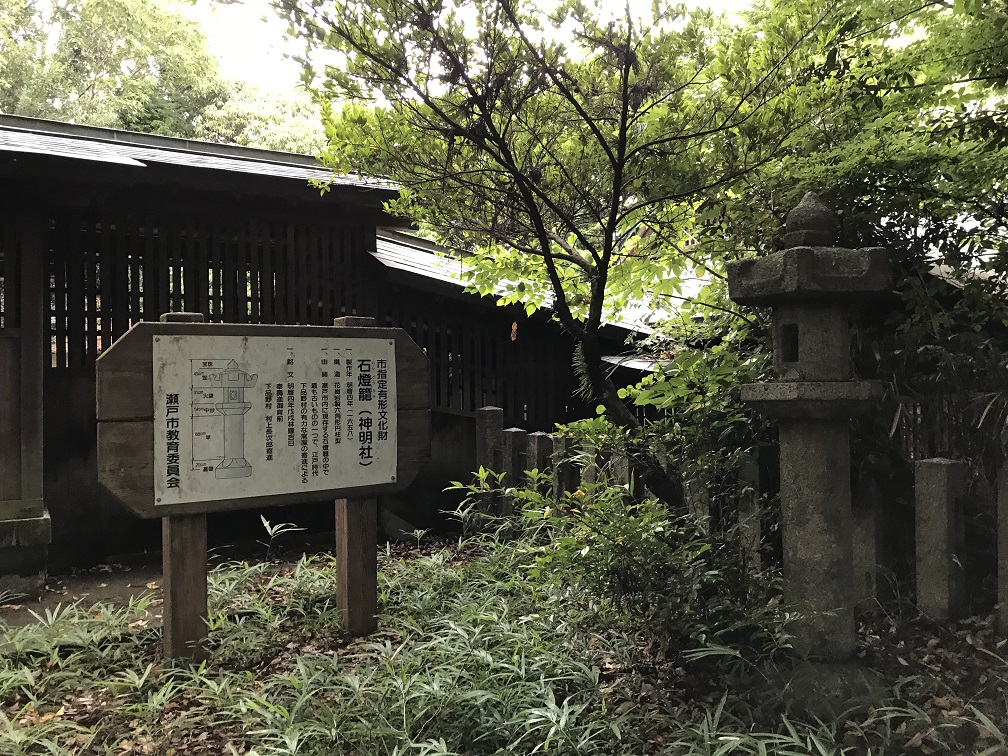
1658年（明暦四年）に作られた石燈籠。瀬戸市指定有形文化財に指定されている。

創始時代は不明だが、境内には1658年（明暦四年）に作られた石燈籠があり、現在市指定有形文化財に指定されている。